# Ланча Линче
Ланча Линче е италианки военен автомобил, произвеждан от италианските компании Ансалдо и Ланча.

## История
Ланча Линче е използван от Италианксата социалистическа република(Република Сало) през последните години на Втората световна война. От Линче са произведени 263 екземпляра. Моторът е същия както при автомобила Ланча Астура.

## Технически характеристики
- двигател V8 60кс
- тегло 3140 кг[2]